# Eduard Holinger
Eduard Holinger (* 30. März 1856 in Liestal; † 11. August 1895 ebenda) war ein Schweizer Politiker.

## Leben
Holinger besuchte die Schulen in Liestal und Basel und studierte in Basel, Leipzig, München, Heidelberg und Paris; 1879 erhielt er den Titel Dr. iur. Von 1879 bis 1881 war er Rechtsanwalt in Liestal, ab 1881 war er Staatsanwalt von Basel-Landschaft. Im Jahr 1890 kehrte er freiwillig zur Advokatentätigkeit zurück.
In den Jahren 1890/1891 war Holinger Mitglied der verfassungsgegnerischen Minderheit im Verfassungsrat. Lange Jahre war er Präsident der Gemeindekommission von Liestal und Major, zuletzt im Generalstab. Zudem war er Präsident der kantonalen Militärgesellschaft und der Offiziersgesellschaft Liestal sowie Präsident der kantonalen Gemeinnützigen Gesellschaft.
Holinger war Mitglied des Verwaltungsrats der Basellandschaftlichen Hypothekenbank und von 1893 bis 1894 Regierungsrat. Er trat wegen einer Gehirnkrankheit, an der er 39-jährig stirbt, zurück.